# Moutbrood
Moutbrood is een broodsoort die wordt gebakken met het middelste van de graankorrel en waaraan extra tarwevezels zijn toegevoegd. Het moutbrood wordt zo genoemd omdat het wordt gebakken uit meel van gemout graan.
Een moutbrood is net zo gezond als een tarwebrood alleen bevat het geen zogenoemde "pitjes" omdat slechts het middelste van de graankorrel wordt gebruikt en de kiemen worden weggelaten.

## Trivia
- Tarvo is een bekend merk van moutbrood.

Een molenaar met de naam Vos maakte in 1933 een melange van tarwe met mout en bracht deze op de markt. Tarvo is de samentrekking van tarwe en Vos.